# Ølstrup
Ølstrup is een plaats in de Deense regio Midden-Jutland, gemeente Ringkøbing-Skjern, en telt 228 inwoners (2008).
In Ølstrup staat een romaanse kerk uit omstreeks 1180, waar zich een altaarstuk van Emil Nolde bevindt. Het schilderij stelt de Emmaüsgangers voor en is in 1904 geschilderd naar het voorbeeld van Rembrandt. Het is Noldes enige religieuze schilderij dat tot een kerkinventaris behoort.